# Taktik-Shooter
Taktik-Shooter oder Taktikshooter ist ein Genre von Computerspielen und ein Subgenre des Shooters. Als Taktik-Shooter werden Ego-Shooter oder Third-Person-Shooter bezeichnet, die besondere strategische Fähigkeiten seitens des Spielers voraussetzen. Typisch für Spiele des Genres sind realitätsnahe Szenarien und detailgetreu nachgebildete Schusswaffen. Ein bekannter Vertreter des Genres ist Counter-Strike (Valve, 2000).

## Merkmale
Im Unterschied zu den klassischen Ego-Shootern, in denen neben Taktik vor allem auch Geschicklichkeit und Reaktionsschnelligkeit eine wichtige Rolle spielen, wird durch die realistischere Spielmechanik in Taktik-Shootern Letzteres weitgehend unterbunden und der Schwerpunkt auf sorgfältig zu planendes, taktisches Vorgehen gelegt. Taktik-Shooter werden grundsätzlich im Team gespielt: Während im Mehrspieler-Modus die Teams aus menschlichen Spielern gebildet werden, werden im Einzelspielermodus die Team-Mitglieder vom Computer simuliert (Bots). Dabei übernimmt der Spieler meist die Position des Teamleiters, der die computergesteuerten Team-Mitglieder befehligt.
Ein weiteres gemeinsames Merkmal von Taktik-Shootern ist, dass sie in einem realitätsnahen Rahmen spielen, Waffen und Einheiten sind in der Regel detailgetreue Umsetzungen realer Vorbilder, auch wenn sie aus lizenzrechtlichen Gründen nicht unbedingt deren Namen tragen. Als Szenario sind vor allem Polizeieinsätze gegen Geiselnehmer oder Terroristen beliebt (Spezialeinheit) oder die verschiedenen Schauplätze des Zweiten Weltkriegs, zunehmend aber auch fiktive Konflikte in der Gegenwart oder nahen Zukunft.
Im Mehrspielermodus gibt es verschiedene Team-basierte Spielmodi. Spielziele sind häufig das Erobern eines Objekts (z. B. einer Flagge), das Befreien bzw. Gefangenhalten von Geiseln oder das Legen bzw. Entschärfen einer Bombe. Diese Ziele lassen sich unter den vom Spiel gegebenen Voraussetzungen durch koordinierte Teamarbeit weitaus leichter bewältigen. Im Unterschied zu den Mehrspielermodi in klassischen Ego-Shootern, bei denen das Gameplay oft das Deathmatch-Prinzip als Grundlage hat, sind Taktik-Shooter häufig rundenbasiert. Das bedeutet, dass nach dem Tod ein Spieler nicht gleich wieder ins Spiel einsteigen kann (respawn), sondern so lange warten muss, bis entweder das Spielziel erreicht oder eines der beiden Teams vollständig eliminiert wurde. Danach wird wieder eine neue Runde mit allen Spielern in Ausgangsposition gestartet.
Taktik-Shooter bieten ein breites Spektrum an verschiedenen Schwerpunkten. Nur bei wenigen spielt der Realismus eine tragende Rolle, so dass das Hauptaugenmerk auf schnellen Entscheidungen liegt und Rationalität und Gefühl gefordert sind. Allerdings gibt es auch Taktik-Shooter, die so realistisch gehalten sind, dass sie sogar in leicht erweiterter Form als Trainingsprogramm in Militärs verwendet werden, wie das aus Operation Flashpoint entwickelte Virtual Battlefield System (VBS1). Das Genre ist also sehr facettenreich und bietet viele Abstufungen der Definition.

## Bekannte Vertreter
Prominentester Vertreter des Genres im Mehrspielermodus ist Counter-Strike. Spiele mit Weltkriegsszenario sind zum Beispiel Medal of Honor: Allied Assault oder Teile der Battlefield-Reihe.
Bekannte Taktik-Shooter (Auswahl):
- America’s Army
- Arma 3
- Counter-Strike
- Escape from Tarkov
- Hidden & Dangerous 2
- Joint Operations: Typhoon Rising
- MAG
- Operation Flashpoint
- Tom Clancy’s Rainbow Six
- Red Orchestra: Ostfront 41–45
- Ready or Not
- Söldner – Secret Wars
- SWAT
- Tactical Ops: Assault on Terror
- Valorant
- Wolfenstein: Enemy Territory
- World of Tanks